# Virginia House

Virginia House

Virginia House ist ein Landhaus und Museum in Richmond im US-Bundesstaat Virginia mit Blick über den James River (Virginia).
Das Haus ist die freie Rekonstruktion eines ehemaligen britischen Klostergebäudes des 16. Jahrhunderts, das 1925–1929 abgetragen und in den USA neu errichtet wurde. Bauherren waren Alexander and Virginia Weddell. Alexander W. Weddell war Karrierediplomat und, unter anderem, Botschafter der USA in Argentinien und Spanien, aber auch begeisterter Lokalhistoriker und Schöngeist. Die finanziellen Mittel kamen von seiner Frau, einer äußerst wohlhabenden Witwe. Das Paar stattete das Haus mit zahlreichen Antiquitäten aus. Heute ist es der Sitz der  Virginia Historical Society, der Alexander Weddell seit 1943 als Präsident vorstand und wird als Museum geführt.

## Geschichte
Ab der Mitte des 19. Jahrhunderts stand das Gebäude, damals Warwick Priory genannt, im Besitz einer Bankiersfamilie, die es am 23. September 1925 in Einzelteilen als "demolition sale" versteigern lassen wollte. Es gelang den Weddells jedoch, das Gesamtobjekt zu erwerben.
Dies führte zu Protesten in der britischen Öffentlichkeit, die Rede war von einem Vandalenakt.
Dennoch wurden die Einzelteile des Hauses, ja sogar ganze losgesprengte Wandteile in die USA verschifft. Es war von Anfang an die Absicht der Eigentümer, ihr Haus der Virginia Historical Society zu widmen. Baubeginn war der November 1925, die Übergabe an die Weddells fand 1929 statt. Die Weddells bewohnten ihr Haus bis zu ihrem Tod bei einem Eisenbahnunglück am 1. Januar 1948. Am 13. Juni 1990 wurde Virginia House ins  National Register of Historic Places aufgenommen.
Virginia House ist keine genaue Rekonstruktion. Der Westflügel orientiert sich am Beispiel von Sulgrave Manor in Northamptonshire, auch spanische Einflüsse sind nachweisbar. Architekt des Ensemble war Henry Grant Morse. Benachbart liegt Agecroft Hall.